# 萨利赫·阿鲁里
萨利赫·阿鲁里（阿拉伯语：صالح العاروري，1966年8月19日—2024年1月2日），巴勒斯坦哈马斯高级领导人，政治局副主席，哈馬斯下屬军事组织伊宰·丁·卡桑烈士旅创始指挥官。2024年1月2日，在黎巴嫩遭以色列空军袭击死亡。